# アニマスター
『アニマスター』は、シンソフィアが開発し、2000年6月15日にセガが発売したドリームキャスト用ソフトである。
RPG+育成+レースというやや特殊なゲーム性をもったゲームになっている。
当時、人気のあった『モンスターファーム』や『ポケットモンスター』に似たシステムに似ている部分もある。

## 概要
プレイヤーはさまざまなアニマを育て、数々の大会を勝ち抜き、アニマスターカップでの優勝を目指す。
このゲームの主な目的は以下の通り。
- 約200種のアニマを収集する
- 集めたアニマを育成する
- 集めたアニマでレースをする
- ビジュアルメモリで友達とデータを交換する